# 马加利·肯彭
马加利·肯彭（Magali Kempen，1997年11月30日—），比利时女子网球运动员。
截至2024年11月，肯彭在ITF女子世界网球巡回赛上有11个单打和24个双打冠军。
在2022年南大西洋网球公开赛搭档吴芳娴获得ITF女子巡回赛W60级别赛事上夺冠，这是她目前职业生涯最高级别冠军。在2024年梅里达网球公开赛上她搭档同胞拉腊·萨尔登进入首次进入WTA巡回赛决赛，决赛中负于奎因·格利森和英格丽德·马丁斯组合获得亚军。